# Fläckriska
Fläckriska (Lactarius controversus) är en svampart som först beskrevs av Christiaan Hendrik Persoon, och fick sitt nu gällande namn av Christiaan Hendrik Persoon 1796. Fläckriska ingår i släktet riskor och familjen kremlor och riskor.  Arten är reproducerande i Sverige. Inga underarter finns listade i Catalogue of Life.

## Källor

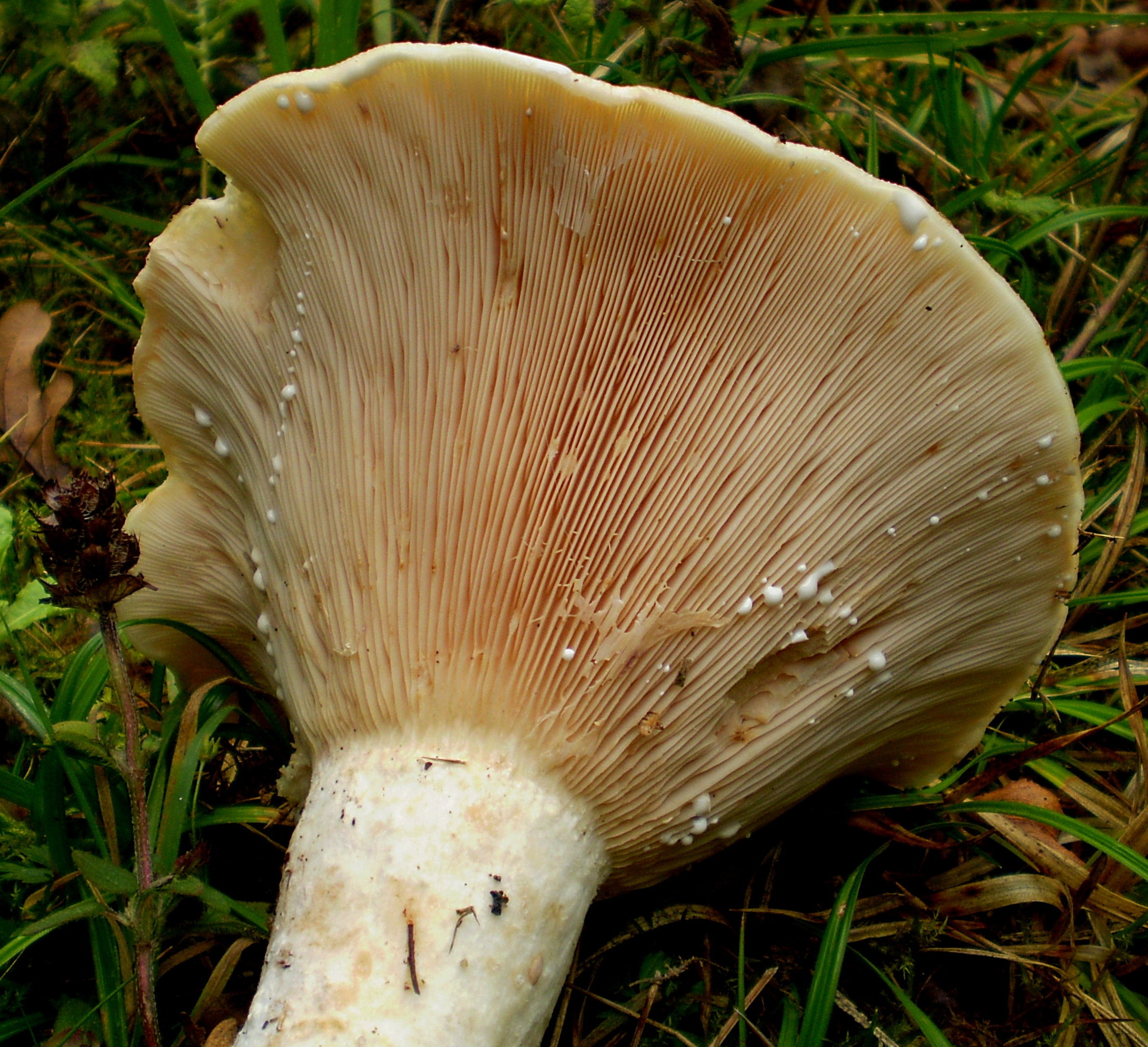
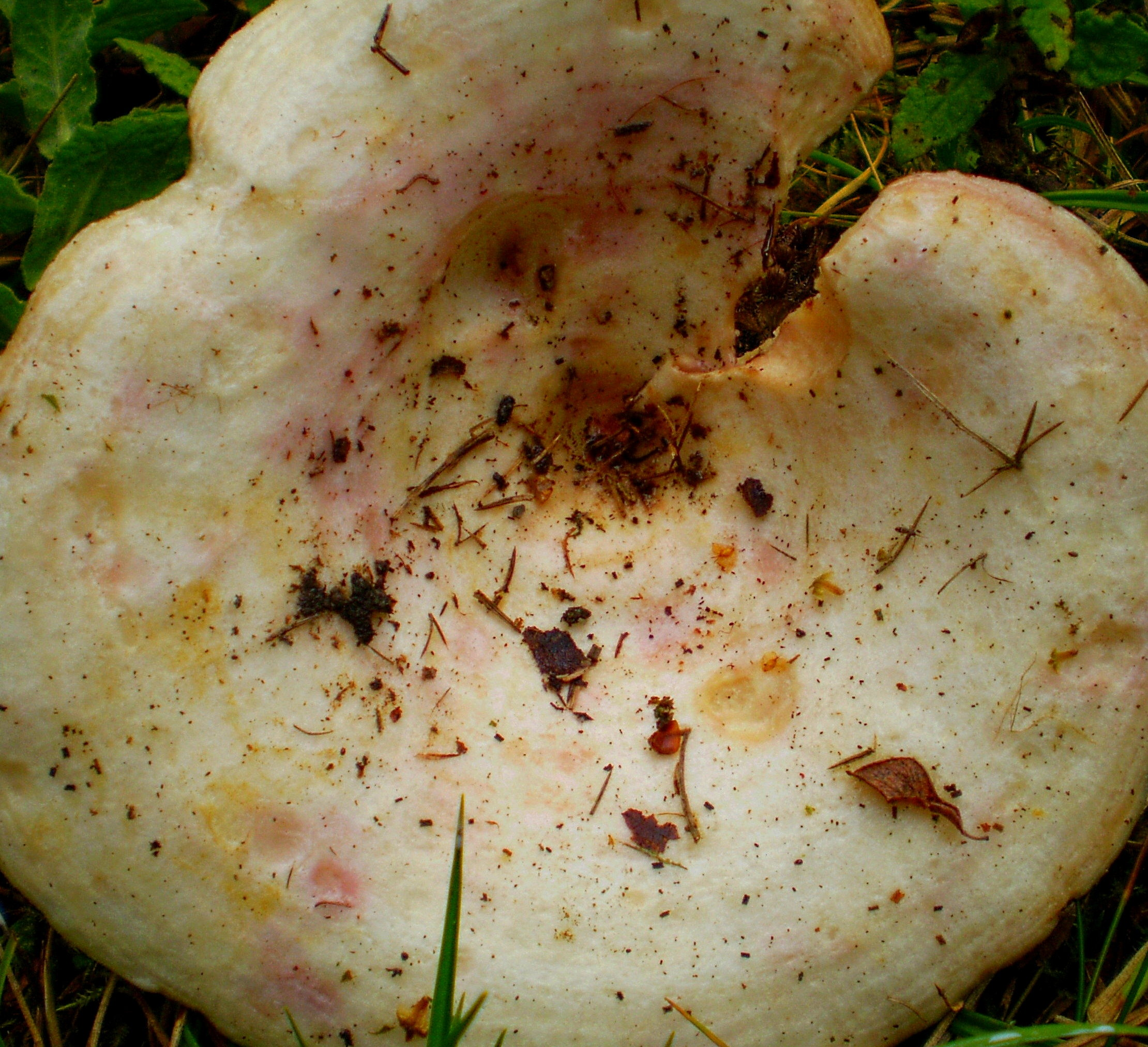
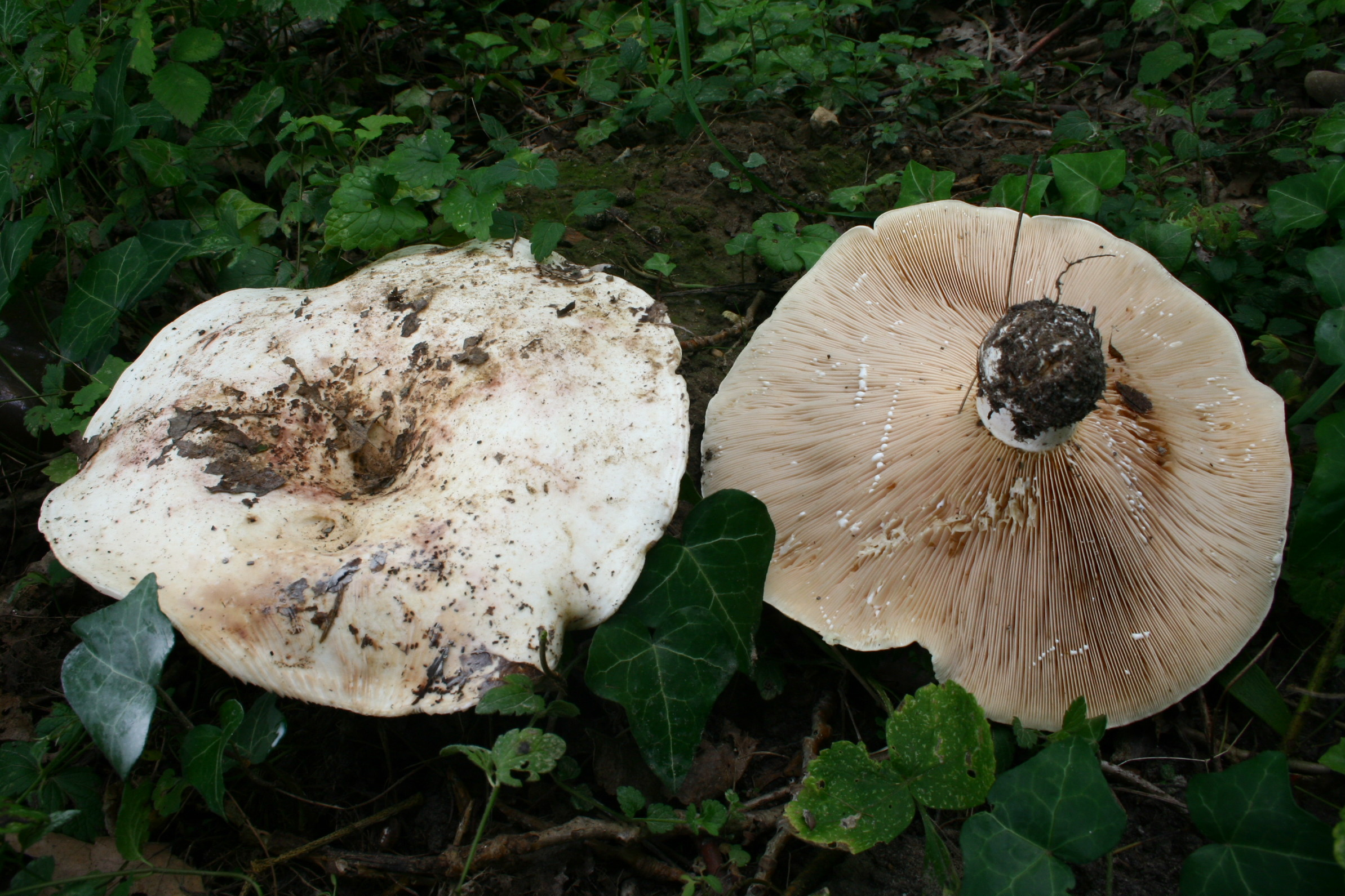